# Chameleon obrovský
Chameleon obrovský (Furcifer oustaleti) je největší druh chameleona, může dorůst délky i přes 70 cm. V přírodě žije pouze na Madagaskaru, kde se vyskytuje na většině území ostrova. V Úmluvě o mezinárodním obchodu s ohroženými druhy volně žijících živočichů a rostlin je zařazen do přílohy II.

## Popis
Tento chameleon má středně velkou hlavu s mohutnou, bočně stočenou přilbou, která je u samce větší než u samice. Jako všichni chameleoni má i chameleon obrovský oční víčka srostlá, zůstává jen malý otvor na zornici, a velké oči se mohou pohybovat do všech stran a nezávisle na sobě. Tělo je bočně zploštělé, pokryté pravidelnými šupinami, hrdelní i hřbetní hřeben je jednořadý a tvořený šupinami kuželovitého tvaru. Silné nohy jsou zakončené prsty srostlými v klíšťky, které předních končetinách tvoří tři vnější a dva vnitřní prsty, na pánevních je tomu naopak. Prsty jsou opatřené silnými drápy. Ocas je dlouhý a ovíjivý. Samci dorůstají délky až 70 cm, v přírodě však byli pozorováni i delší jedinci. Samice je menší, kolem 50 cm dlouhá.
Zbarvení je poněkud nevýrazné, zvláště u samců. Bývají jednobarevně šedí nebo hnědí s naznačenou kresbou, samice jsou zbarvené v odstínech šedé, hnědé, žluté, zelené nebo červené a jejich tmavší kresba je výraznější.

## Výskyt
Chameleon obrovský je endemit Madagaskaru, zde se vyskytuje na většině území až do nadmořských výšek 1300 m n. m. Je to stromové zvíře, které dává přednost otevřeným nebo narušeným lesům a lesním okrajům. Obývá horskou savanu, opadavé suché lesy i deštné lesy, ale i zemědělskou krajinu a proniká i do těsné blízkosti lidí.

## Chování
Je to samotářské zvíře s denní aktivitou. Během dne se pomalu pohybuje po větvích a pátrá po kořisti, hmyzu a jiných bezobratlých i malých obratlovcích. Ty lapá vystřelovacím jazykem. Predátory, hady a dravé ptáky, zastrašuje nadmutím těla a syčením s široce rozevřenou tlamou, v případě ohrožení také kouše. Agresivní je také vůči ostatním jedincům svého druhu. Samec se samici dvoří kývavými pohyby. Samice, která není svolná k páření, varuje samce tmavým zbarvením těla a bočním kýváním. Je-li ochotná, na samcovu přítomnost nijak nereaguje a nechá ho přiblížit se. Kopulace trvá asi 20 minut. I po skončení páření se partneři snášejí, samice samce začne odhánět až na konci březosti, která trvá 40 dní. Vejce samice klade do chodby vyhrabané v půdě nebo listové hrabance, může jich být až padesát. Mláďata se líhnout za 210–⁠280 dní, ihned po vylíhnutí jsou samostatná a pohlavně dospívají asi v jednom roce.

## Chov
Chameleona obrovského je možné chovat v dostatečně velkém teráriu nebo volně ve skleníku či zimní zahradě. Společně je možné chovat pouze samce a samici v době páření, jinak je potřeba chovat je jednotlivě. Chovatelské zařízení musí být vybaveno silnými větvemi a odolnými rostlinami ke šplhání. Terárium se vytápí na 28–⁠30 °C s mírným nočním poklesem. K udržení vhodné vlhkosti vzduchu je třeba rosení každý druhý den, vodu z listů rostlin chovaní chameleoni také pijí. Samice potřebují ke snůšce minimálně 30 cm vysokou vrstvu substrátu.
V zajetí se chameleon obrovský krmí cvrčky, sarančaty, šváby, larvami brouků (Zoophobas spp., mouční červi), ptačími i myšími holátky či hlemýždi. Kromě vody, kterou olizují z listů, se napájí pipetou.

## Chov v zoo
V zoo je chován velmi zřídka. Podle databáze Zootierliste jej na počátku roku 2022 chovalo jen šest evropských zoo, včetně dvou českých: Zoo Praha a Zooparku Zájezd, kde mají největší kolekci chameleonů ve světových zoo.
V minulosti byl tento druh v rámci Česka chován také v Zoo Brno, Zoo Dvůr Králové či Zoo Plzeň.

## Fotogalerie

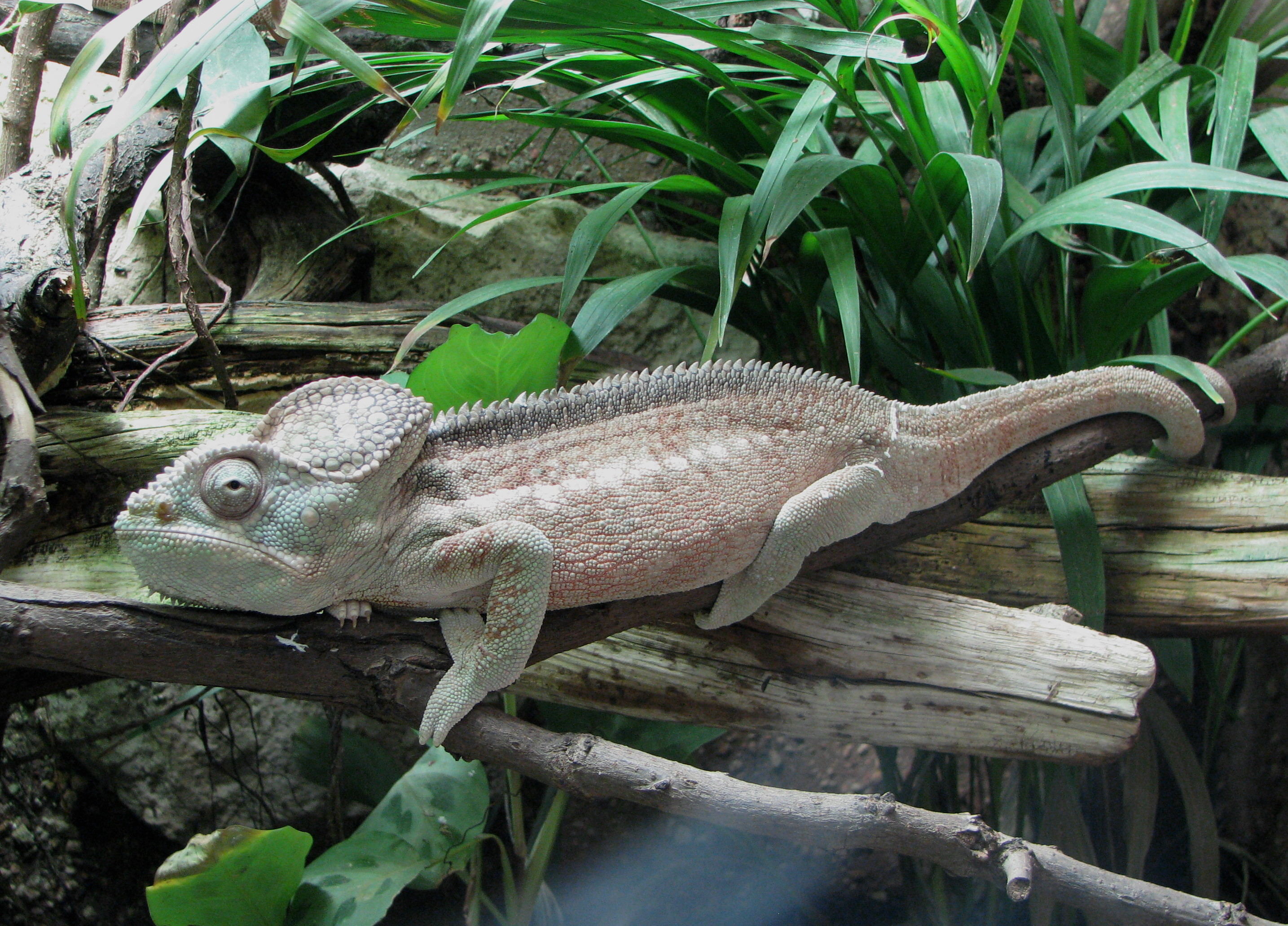
Samec chameleona obrovského
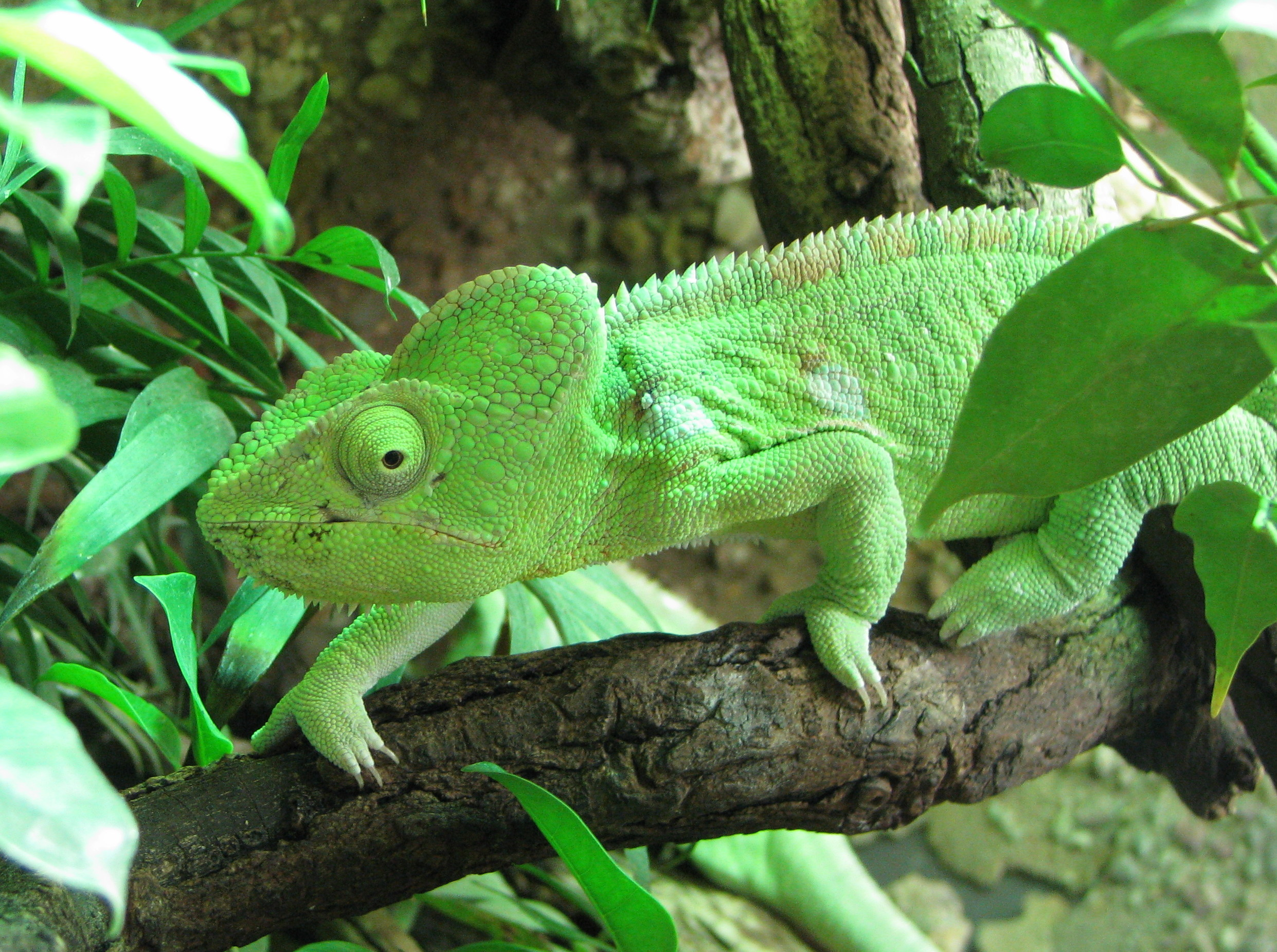
Samice chameleona obrovského
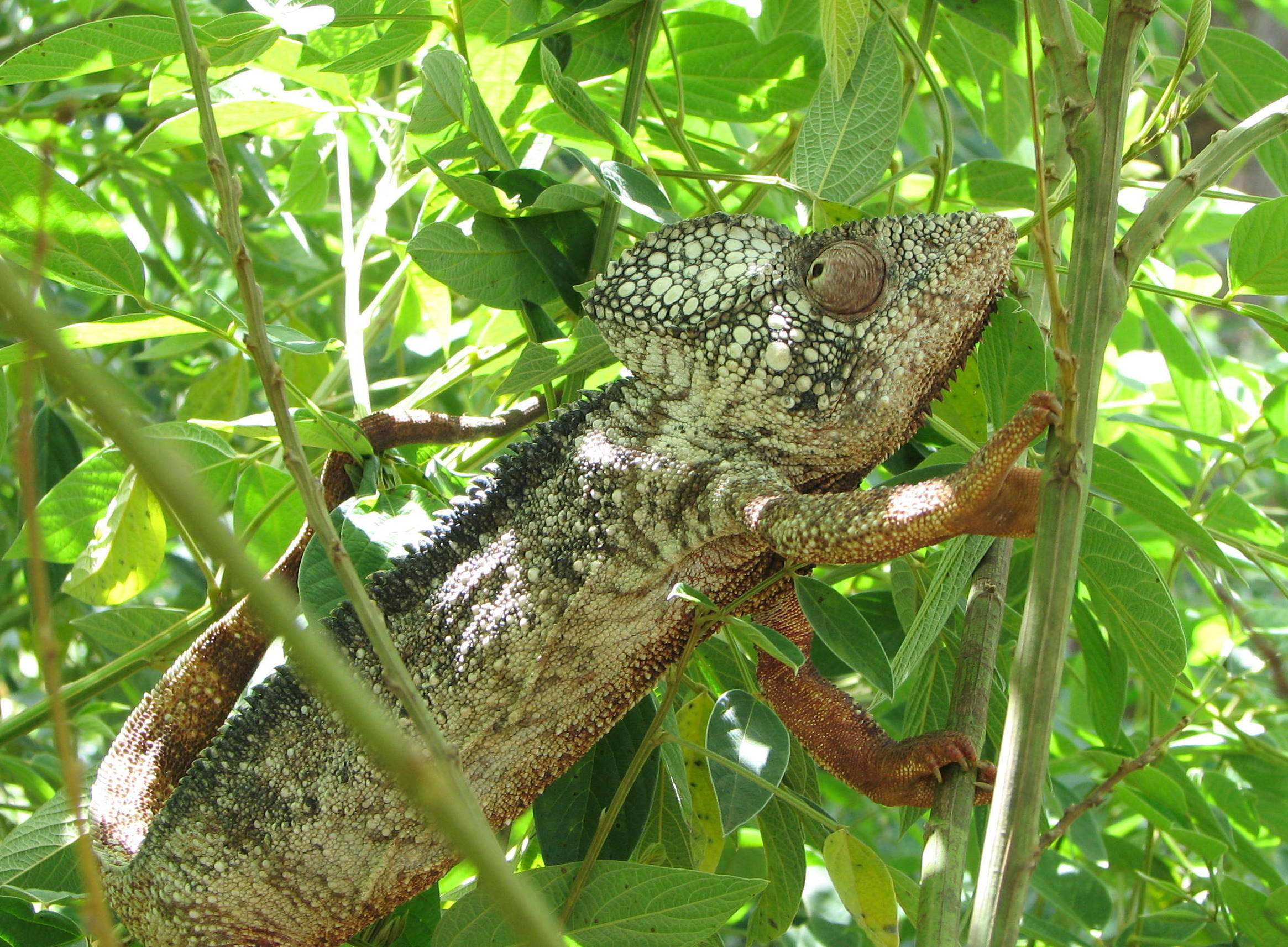
Chameleon obrovský ve městě Ambalavao na Madagaskaru